# Circolo Nautico Posillipo 1966
Questa voce raccoglie le informazioni riguardanti il Circolo Nautico Posillipo nelle competizioni ufficiali della stagione 1966.

## Stagione
Nella stagione 1966 il Posillipo partecipa al campionato di serie B, classificandosi al 1º posto ed è promosso in serie A.

## Rosa
| N° |                   | Ruolo | Giocatore         |
| -- | ----------------- | ----- | ----------------- |
| 6  | Italia (bandiera) |       | Bruno Scaglia     |
|    | Italia (bandiera) |       | Frantz Di Melhem  |
|    | Italia (bandiera) |       | Antonio Consiglio |
|    | Italia (bandiera) |       | Dino Simonelli    |
|    | Italia (bandiera) |       | Fofò Buonocore    |

| N° |                   | Ruolo | Giocatore       |
| -- | ----------------- | ----- | --------------- |
|    | Italia (bandiera) |       | Guglielmo Marra |
|    | Italia (bandiera) |       | Cesare Morelli  |
|    | Italia (bandiera) |       | Lucio Rossi     |
|    | Italia (bandiera) |       | Ezio Buonaiuti  |
|    | Italia (bandiera) |       | Mario Liotti    |